# Dániel Ligeti
Dániel Ligeti (* 31. Juli 1989) ist ein ungarischer Ringer. Er gewann bei der Europameisterschaft 2011 eine Bronzemedaille im freien Stil im Schwergewicht.

## Werdegang
Dániel Ligeti begann als Jugendlicher 1994 mit dem Ringen. Er gehört dem Sportclub Haladas Vasuta SE Szombathely an, wo István Veréb sein Trainer ist und ringt nur im freien Stil. Er ist Sportstudent und startete bei einer Größe von 1,88 Metern zunächst im Halbschwergewicht (Gewichtsklasse bis 96 kg Körpergewicht) und seit dem Jahre 2010 im Schwergewicht (Gewichtsklasse bis 120 kg Körpergewicht). In deutschen Ringerkreisen ist er gut bekannt, denn er startete bisher für den SV Untergriesbach und verhalf diesem Verein zum Aufstieg in die 1. Bundesliga. Ab der Saison 2011/12 wird er allerdings für den TuS Adelhausen an den Start gehen.
Dániel Ligeti nahm seit 2006 regelmäßig an den internationalen Meisterschaften bei den Junioren teil. Der größte Erfolg, den er dabei erzielte, war der Gewinn des Vize-Europameistertitels bei der Junioren-Europameisterschaft 2008 in Košice, wo er hinter dem Russen Juri Belonowski den 2. Platz belegte. Ansonsten hatte er bei diesen Meisterschaften als bestes Ergebnis noch drei fünfte Plätze zu verzeichnen, darunter auch ein 5. Platz bei der Junioren-Weltmeisterschaft 2009 in Ankara.
Bei den Senioren wurde er bereits bei der Europameisterschaft 2008 in Tampere im Halbschwergewicht eingesetzt, wo er nach zwei Siegen im Halbfinale gegen Georgi Tibilow aus der Ukraine und im Kampf um eine Bronzemedaille gegen den Türken Hakan Koc unterlag. Bei den internationalen Meisterschaften des Jahres 2009 schnitt er nicht so gut ab. Sowohl bei der Europameisterschaft 2009 in Vilnius, als auch bei der Weltmeisterschaft 2009 in Herning/Dänemark schied er jeweils früh aus und belegte bei beiden Veranstaltungen nur den 18. Platz. 
Zu Beginn des Jahres 2010 wechselte Dániel Ligeti vom Halbschwergewicht in das Schwergewicht. Er wurde in diesem Jahr ungarischer Meister im Schwergewicht und kam bei der Europameisterschaft dieses Jahres in Baku nach einem Sieg über Johannes Kessel aus Deutschland und einer Niederlage gegen Alexei Schemarow aus Belarus auf den 7. Platz. Bei der Weltmeisterschaft 2010 in Moskau war er noch etwas erfolgreicher. Nach zwei Siegen verlor er dort gegen den Olympiasieger und mehrfachen Weltmeister Biljal Machow aus Russland und verlor auch den Kampf um eine Bronzemedaille gegen Lewan Berianidse aus Georgien, aber der 5. Platz, den er damit belegte, ist sehr respektabel. 
Die erste Medaille bei einer internationalen Meisterschaft gewann er dann bei der Europameisterschaft 2011 in Dortmund. Er besiegte dort Chadschimurad Istapajew aus Belgien, verlor gegen Fatih Çakıroğlu aus der Türkei und erkämpfte sich danach mit Siegen über Aleksander Chozianiwski, Ukraine und Nick Matuhin, Deutschland eine Bronzemedaille. Bei der Weltmeisterschaft 2011 in Istanbul verlor Dániel Ligeti gegen Jamaladdin Magomedow aus Aserbaidschan nach Punkten (0:2 Runden, 5:9 Punkte). Da dieser das Finale nicht erreichte, schied er aus und kam nur auf den 17. Platz. Ein versöhnliches Ende nahm dann das Jahr 2011 für ihn durch einen Sieg beim sog. FILA-Test-Turnier für die Olympischen Spiele in London, wo er vor Edgaro Lopez aus Puerto Rico, Deng Zhiwei, China und Taha Akgül, Türkei gewann.
Auch bei der Europameisterschaft 2012 in Belgrad war Dániel Ligeti wieder erfolgreich. Er kämpfte sich dort mit Siegen über Dawit Modsmanaschwili, Georgien, Jose Cuba Vazquez, Spanien und Dimitar Kumtschew, Bulgarien bis in das Finale vor, in dem er allerdings gegen Taha Akgül nach Punkten verlor. Bei den Olympischen Spielen in London verlor er gleich seinen ersten Kampf gegen Alexei Schemarow. Da dieser das Finale nicht erreichte, schied er aus und kam nur auf den 12. Platz.
Bei der Europameisterschaft 2013 in Tiflis verpasste Dániel Ligeti im freien Stil wieder eine Medaille. Er besiegte dort Robert Baran, Polen und Igor Fjodorow aus Litauen, verlor dann aber gegen Taha Akgül und gegen Jamaladdin Magomedow, was den 5. Platz bedeutete.

## Internationale Erfolge
| Jahr | Platz | Wettbewerb                                    | Gewichtskl.  | Stil | Ergebnis |
| 2006 | 9.    | Junioren-EM (Cadets) in Istanbul              | bis 85 kg KG | FS   | Sieger Andrei Waliew, Russland vor Aleksander Derimenko, Ukraine |
| 2007 | 5.    | Junioren-EM (Juniors) in Belgrad              | Halbschwer   | FS   | hinter Waleri Andrizew, Ukraine, William Harth, Deutschland, Viktor Aliossezkin, Griechenland u. Jamaladdin Magomedow, Russland                                                      |
| 2007 | 7.    | Junioren-WM (Juniors) in Peking               | Halbschwer   | FS   | Sieger: Waleri Andrizew vor Alan Zasajew, Russland |
| 2008 | 5.    | EM in Tampere                                 | Halbschwer   | FS   | nach Siegen über Norbert Bodor, Slowakei u. Marcel Mihei Stroja, Rumänien und Niederlagen gegen Georgi Tibilow, Ukraine u. Hakan Koc, Türkei                                         |
| 2008 | 15.   | Olympia-Qualifik.-Turnier in Martigny/Schweiz | Halbschwer   | FS   | Sieger: Chetag Gasjumow, Aserbaidschan vor Nicolai Ceban, Republik Moldau |
| 2008 | 2.    | Junioren-EM (Juniors) in Košice               | Halbschwer   | FS   | hinter Juri Belonowski, Russland, vor Szymon Stasierski, Polen u. Grigori Chikovani, Georgien                                                                                        |
| 2008 | 21.   | Junioren-WM / (Juniors) in Istanbul           | Halbschwer   | FS   | nach einer Niederlage gegen Kameil Ghasemi, Iran |
| 2009 | 18.   | EM in Vilnius                                 | Halbschwer   | FS   | nach Niederlagen gegen Chetag Gasjumow u. Serhat Balci, Türkei |
| 2009 | 5.    | Junioren-WM (Juniors) in Tiflis               | Halbschwer   | FS   | Sieger: Jamaladdin Magomedow vor Dibir Dschalilow, Russland |
| 2009 | 18.   | WM in Herning/Dänemark                        | Halbschwer   | FS   | nach einer Niederlage gegen Jakob Varner, USA |
| 2010 | 7.    | EM in Baku                                    | Schwer       | FS   | nach einem Sieg über Johannes Kessel, Deutschland u. einer Niederlage gegen Alexei Schemarow, Belarus                                                                                |
| 2010 | 1.    | Großer Preis von Deutschland in Dortmund      | Schwer       | FS   | vor Arkadiusz Kordus, Polen u. Jesse Flores Ruiz, Mexiko |
| 2010 | 5.    | WM in Moskau                                  | Schwer       | FS   | nach Sieg über Dimitrijs Mihailovs, Lettland, Niederlage gegen Biljal Machow, Russland, Sieg über Luis F. Vivenes Urbanesa, Venezuela u. Niederlage gegen Lewan Berianidse, Georgien |
| 2010 | 3.    | Universitäten-WM in Tunis                     | Schwer       | FS   | hinter Juri Belonowski u. Ewgeni Dziubak, Ukraine |
| 2011 | 1.    | Welt-Cup in Machatschkala                     | Schwer       | FS   | vor Murad Kuschchow, Ukraine, Georgi Skandelidse, Georgien u. Kurban Kurbanow, Usbekistan                                                                                            |
| 2011 | 3.    | EM in Dortmund                                | Schwer       | FS   | nach Sieg über Chadschimurad Istapajew, Belgien, Niederlage gegen Fatih Çakıroğlu, Türkei u. Siegen gegen Aleksander Chazianiwski, Ukraine u. Nick Matuhin, Deutschland              |
| 2011 | 3.    | Großer Preis von Spanien in Madrid            | Schwer       | FS   | hinter Nick Matuhin und Fatih Kambur, Türkei |
| 2011 | 3.    | "Wacław-Ziółkowski"-Memorial in Poznań        | Schwer       | FS   | hinter Fardin Masoumi Valadi, Iran und Alexei Schemarow, Belarus |
| 2011 | 17.   | WM in Istanbul                                | Schwer       | FS   | nach einer Niederlage gegen Jamaladdin Magomedow, Aserbaidschan |
| 2011 | 1.    | FILA-Test-Turnier in London                   | Schwer       | FS   | vor Edgardo Lopez, Puerto Rico, Deng Zhiwei, China und Taha Akgül, Türkei |
| 2012 | 3.    | Golden-Grand-Prix in Szombathely              | Schwer       | GR   | hinter Heiki Nabi, Estland und İsmail Güzel, Türkei |
| 2012 | 2.    | EM in Belgrad                                 | Schwer       | FS   | nach Siegen über Dawit Modsmanaschwili, Georgien, Jose Cuba Vazquez, Spanien und Dimitar Kumtschew, Bulgarien und einer Niederlage gegen Taha Akgül, Türkei                          |
| 2012 | 1.    | Olympia-Qualif.-Turnier in Sofia              | Schwer       | FS   | vor Taha Akgül, Rares Daniel Chintojan, Rumänien und Bartlomiej Bartnicki, Polen |
| 2012 | 2.    | Großer Preis von Spanien in Madrid            | Schwer       | FS   | hinter Komeil Ghasemi, Iran, vor Bachtijar Sultanbek, Kasachstan und Alexei Schemarow, Belarus                                                                                       |
| 2012 | 12.   | OS in London                                  | Schwer       | FS   | nach einer Niederlage gegen Alexei Schemarow |
| 2012 | 7.    | Golden-Grand-Prix in Baku                     | Schwer       | FS   | Sieger: Giorgi Sakandelidse, Georgien vor Eduard Basrow, Russland |
| 2012 | 3.    | Golden-Grand-Prix in Baku                     | Schwer       | GR   | Sieger: Yusup Nunajew, Ungarn vor Iossif Tschugaschwili, Belarus |
| 2013 | 3.    | Intern. Turnier in Kiew                       | Schwer       | F    | hinter Alen Sassejew und Alexander Chozianiwski, beide Ukraine, gemeinsam mit Dawit Modsmanaschwili                                                                                  |
| 2013 | 5.    | EM in Tiflis                                  | Schwer       | F    | nach Siegen über Robert Baran, Polen und Igor Fjodorow, Litauen und Niederlagen gegen Alen Sassejew und Jamaladdin Magomedow                                                         |
| 2013 | 3.    | "Ali-Alijew"-Memorial in Machatschkala        | Schwer       | F    | hinter Aslan Dsebischew, Aserbaidschan und Alen Sassejew, gemeinsam mit Kurban Kurbanow, Usbekistan                                                                                  |

## Ungarische Meisterschaften
(soweit bekannt)
| Jahr | Platz | Gewichtskl. | Ergebnis                                              |
| 2010 | 1.    | Schwer      | vor Richard Csercsis, Juszup Numajew u. Viktor Vancso |
| 2011 | 1.    | Schwer      | vor Richard Csercsis, Peter Fodor u. Peter Kalman     |

## Erläuterungen
- alle Wettkämpfe im freien Stil
- WM = Weltmeisterschaft, EM = Europameisterschaft
- Halbschwergewicht, Gewichtsklasse bis 96 gk, Schwergewicht, Gewichtsklasse bis 120 kg Körpergewicht
- FS = freier Stil, GR = griechisch-römischer Stil